# Cosa sarà (singolo)
Cosa sarà è un singolo dei Ridillo cantato assieme a Manuel Benati.
È la cover del brano scritto da Ron/Lucio Dalla cantato dallo stesso Dalla con Francesco De Gregori e uscito come lato B del 45 giri Ma come fanno i marinai/Cosa sarà nel 1978.

## Tracce

### download digitale
1. Cosa sarà – 4:11